# Valeri Tsyganenko
Valeri Tsyganenko (tiếng Belarus: Валеры Цыганенка; tiếng Nga: Валерий Цыганенко; sinh 21 tháng 7 năm 1981) là một huấn luyện viên và cựu cầu thủ bóng đá Belarus. Hiện tại, ông làm việc với Isloch Minsk Raion ở vị trí huấn luyện viên đội trẻ.